# Givoletto
Givoletto (piemontesisch Givolèt) ist eine Gemeinde in der italienischen Metropolitanstadt Turin (TO), Region Piemont.

## Lage und Einwohner
Givoletto liegt etwa 20 km nordwestlich von Turin. Das Gemeindegebiet umfasst eine Fläche von 12 km² und hat 4091 Einwohner (Stand 31. Dezember 2023).
Die Nachbargemeinden sind Varisella, La Cassa, Val della Torre und San Gillio.

### Bevölkerungsentwicklung

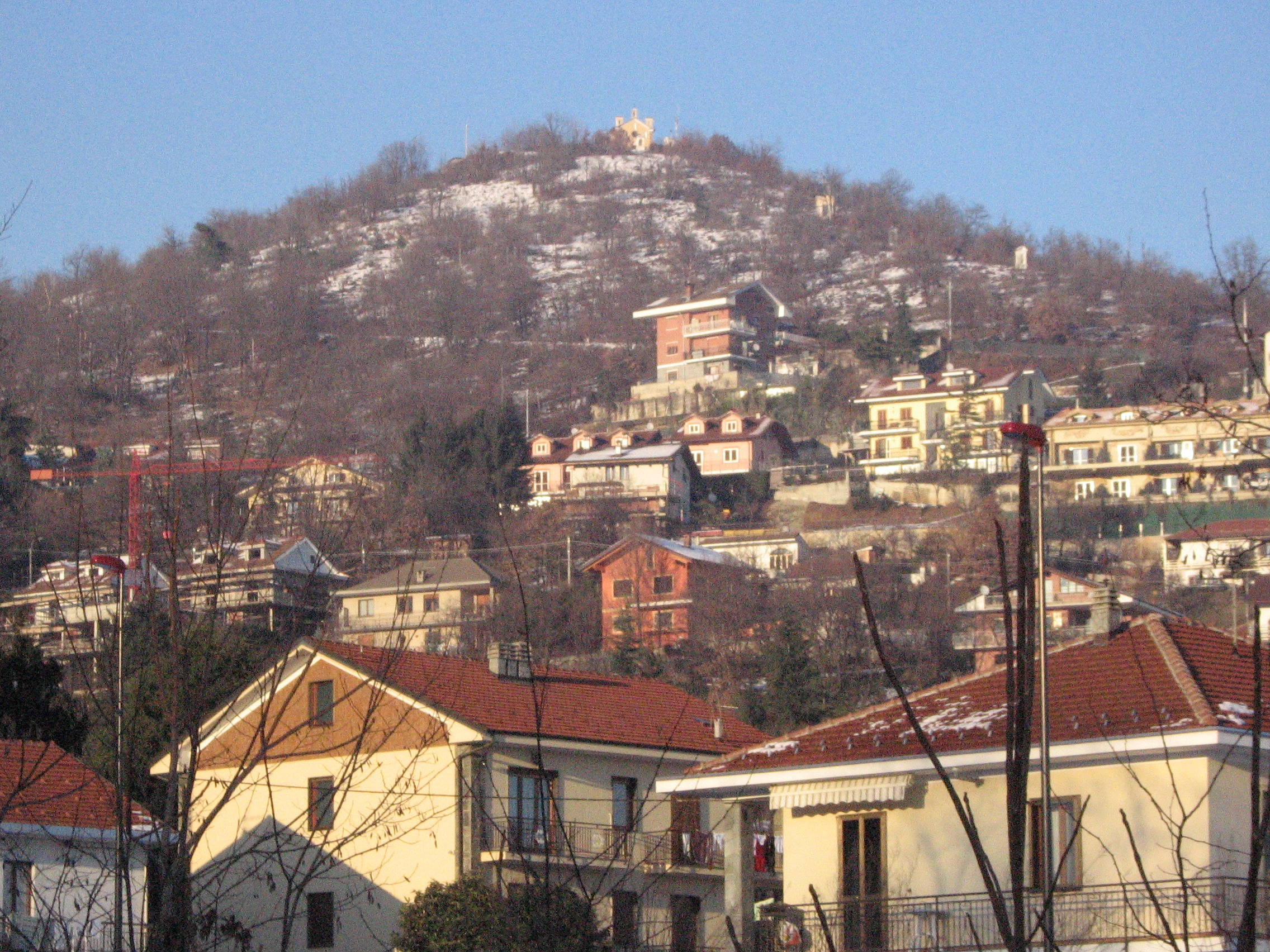
Panorama

## Persönlichkeiten
- Roberto Repole (* 1967), katholischer Geistlicher, Erzbischof von Turin und Bischof von Susa, Kardinal